# Getrennt von Tisch und Bett
Getrennt von Tisch und Bett (Originaltitel: Separate Tables) ist ein starbesetztes US-amerikanisches Filmdrama von Delbert Mann aus dem Jahr 1958. Als literarische Vorlage diente das gleichnamige Bühnenstück von Terence Rattigan. Der Film, der von United Artists produziert wurde, erhielt seinerzeit sehr gute Kritiken und war auch an der Kinokasse erfolgreich. David Niven wurde als einer der vier Hauptdarsteller sowohl mit dem Oscar als auch mit dem Golden Globe ausgezeichnet.

## Handlung
In dem kleinen Hotel „Beauregard“ im englischen Badeort Bournemouth treffen sich während der Wintersaison verschiedene Menschen, die Zuflucht vor der Einsamkeit suchen. Unter ihnen befinden sich die unscheinbare Sibyl und ihre dominante Mutter Mrs. Railton-Bell, die jedweden Umgang ihrer Tochter mit dem alternden Major Pollock untersagt. Dieser hat sich mit der schüchternen Sibyl angefreundet und verpasst keine Gelegenheit, mit seiner exzellenten Schulbildung und militärischen Karriere zu prahlen. Der ehemalige Lehrer Mr. Fowler ist zwar von Pollocks Geschichten nicht überzeugt, aber er und auch die zynische Einzelgängerin Miss Meacham tolerieren den Major als langjährigen Hotelgast; so auch der Schriftsteller John Malcolm, der seine Vergangenheit im Alkohol zu ertränken versucht und eine Liaison mit der patenten Hotelbesitzerin Miss Cooper angefangen hat.
Eines Abends trifft mit Ann Shankland, bei der es sich um ein ehemaliges Model und Johns Ex-Frau handelt, ein neuer Gast ein. Als John von einem seiner regelmäßigen Trinkgelage zurückkehrt, trifft er zunächst auf Miss Cooper, die ihn, besorgt über seinen Alkoholkonsum, zurechtweist. Den anderen Gästen ist ihre Romanze bisher nicht bekannt und Miss Cooper zweifelt an seiner Liebe zu ihr. John versichert ihr jedoch, sie so bald wie möglich heiraten zu wollen. Im Speisesaal sieht er Ann nach fünf Jahren zum ersten Mal wieder. Sie behauptet, dass ihr gemeinsame Freunde von Johns Notlage berichtet hätten und sie beschlossen habe, ihm ihre finanzielle Hilfe anzubieten. Dass John sie verbittert beschuldigt, ihn erneut zu belügen und verantwortlich für das Scheitern ihrer Beziehung gewesen zu sein, nimmt Ann gelassen hin. Sie erzählt ihm, dass sie glücklich verlobt sei und ihm nur alles Gute wünsche.
Als Major Pollock nervös die Abendzeitungen durchblättert und eine bestimmte Ausgabe zu verstecken versucht, schickt die misstrauisch gewordene Mrs. Railton-Bell ihre Tochter unter einem Vorwand auf ihr Zimmer und durchforstet zusammen mit ihrer Freundin Lady Gladys Matheson besagte Zeitung. Sie finden schließlich einen Artikel über einen kürzlichen Vorfall in einem Filmtheater, bei dem Major Pollock versucht habe, eine Frau auf unanständige Weise zu berühren. Zudem stellt sich heraus, dass Pollock kein Major, sondern nur Leutnant war, und seine angeblichen Heldentaten während des Krieges nicht der Wahrheit entsprechen. Mrs. Railton-Bell sieht so ihre Chance gekommen, Pollock ein für alle Mal loszuwerden und ihn mit Hilfe des Artikels aus dem Hotel werfen zu lassen. Zu diesem Zweck veranlasst sie eine Versammlung aller Hotelgäste, um über Pollocks Verbleiben abzustimmen. Als Sibyl zurückkehrt, besteht sie darauf, den Grund für die Versammlung zu erfahren, und liest schließlich den Artikel, der sie in einen Schockzustand versetzt.
Während der Versammlung versucht Mrs. Railton-Bell, alle Anwesenden von ihrer Meinung zu Pollock zu überzeugen. Als John eintrifft und Ann entdeckt, beteiligt er sich mit Leidenschaft an der Diskussion. Er findet Pollocks Verhalten zwar peinlich, entschuldigt es jedoch als menschliches Versagen und meint mit Blick auf Ann, dass es weitaus schlimmere Charakterzüge gebe. Mrs. Railton-Bell ignoriert jedoch seine Ausführungen, wertet Lady Mathesons Zurückhaltung als Zustimmung und zieht auch Mr. Fowler auf ihre Seite, während sich Miss Meacham an dem Fall vollkommen uninteressiert zeigt und sich ihrer Stimme enthält. Als John darauf besteht, dass auch Sibyls Stimme Gewicht erhält, flüchtet diese in einem Anfall von Hysterie auf ihr Zimmer.
Später begegnen sich Ann und John auf der Hotelterrasse. John ist überzeugt, dass ihre Ehe von Anfang an zum Scheitern verurteilt war, weil sie aus unterschiedlichen Klassen stammen und Ann ihrer Figur wegen nicht bereit war, Kinder zu bekommen. Weil sie ihm die ehelichen Pflichten im Schlafzimmer verwehrte, brachte er sie zudem beinahe um und landete dafür im Gefängnis. Entgegen seiner Überzeugung kommen sie sich jedoch erneut näher. Nach einem leidenschaftlichen Kuss lädt Ann John auf ihr Zimmer ein. Als sie ins Hotel zurückkehren, nimmt Ann einen wartenden Telefonanruf entgegen. John versucht derweil Miss Cooper die Situation zu erklären, worauf diese ihn erinnert, dass die einzige Person, die von ihrer heimlichen Beziehung wisse, Johns Verleger sei, mit dem Ann in diesem Augenblick am Telefon spricht. Als John kurz darauf in Anns Zimmer erscheint und sie sich anschickt, ihn vollends zu verführen, packt er sie am Hals und zwingt sie, ihm die Wahrheit zu sagen. Sie versucht, sich zu erklären, und folgt ihm, als er wütend aus dem Zimmer stürmt. Auf der Treppe gibt er ihr eine Ohrfeige und verlässt eilig das Hotel.
Am nächsten Morgen ist Ann bereit, das Hotel zu verlassen, doch nicht ehe sie John noch einmal gesehen hat. Pollock begrüßt derweil die noch immer verstörte Sibyl, die ihm enthüllt, dass alle Gäste von seinen Neigungen und Lügen erfahren haben. Verlegen versucht er, sein Fehlverhalten mit seiner pathologischen Angst vor Menschen, insbesondere vor Frauen, zu erklären. Seine erfundenen Militärgeschichten hätten ihm stets geholfen, Selbstbewusstsein und Respekt zu gewinnen. Als er meint, dass er und Sibyl sich in ihrer Angst vor dem Leben ähnlich seien, ist sie entsetzt. Insgeheim ist ihr jedoch bewusst, dass er Recht hat und sie sich weiterhin um ihn sorgt. Ann empfindet Mitleid für Sibyl und versucht, sie zu trösten. Als John zurückkehrt, sucht er sofort Miss Cooper auf, um sich nach Anns Befinden zu erkunden. Sie versichert ihm, dass es Ann gutgehe und sie keineswegs so manipulativ sei, wie John sie immer beschrieben habe. Aus Angst, allein alt zu werden, habe Ann ihre Verlobung nur vorgetäuscht, um John für sich zurückzugewinnen. John zögert, Sympathien für Ann zu zeigen, doch macht ihm Miss Cooper schließlich klar, dass er all die Jahre seit seiner Scheidung unglücklich war, weil er Ann immer noch liebt.
Beim Frühstück setzt sich John an Anns Tisch und entschuldigt sich für sein Verhalten. Sie gesteht ihm unter Tränen, dass sie ihn liebe und brauche, um ihr Leben zu bewältigen. Beiden wird klar, dass sie ohne einander nicht leben wollen. In diesem Augenblick trifft Pollock ein, um ein letztes Mal im Hotel zu essen, das er anschließend verlassen will. John grüßt ihn als Erster, gefolgt von Miss Meacham und Mr. Fowler. Als auch Lady Matheson sich freundlich an Pollock wendet, fordert Mrs. Railton-Bell Sibyl dazu auf, den Saal mit ihr zu verlassen. Wider Erwarten jedoch weigert sich Sibyl und widersetzt sich zum ersten Mal in ihrem Leben dem Willen ihrer Mutter, als sie mit Pollock ein Gespräch beginnt. Ermutigt durch diese Zuwendung entschließt sich Pollock, im Hotel zu bleiben.

## Hintergrund

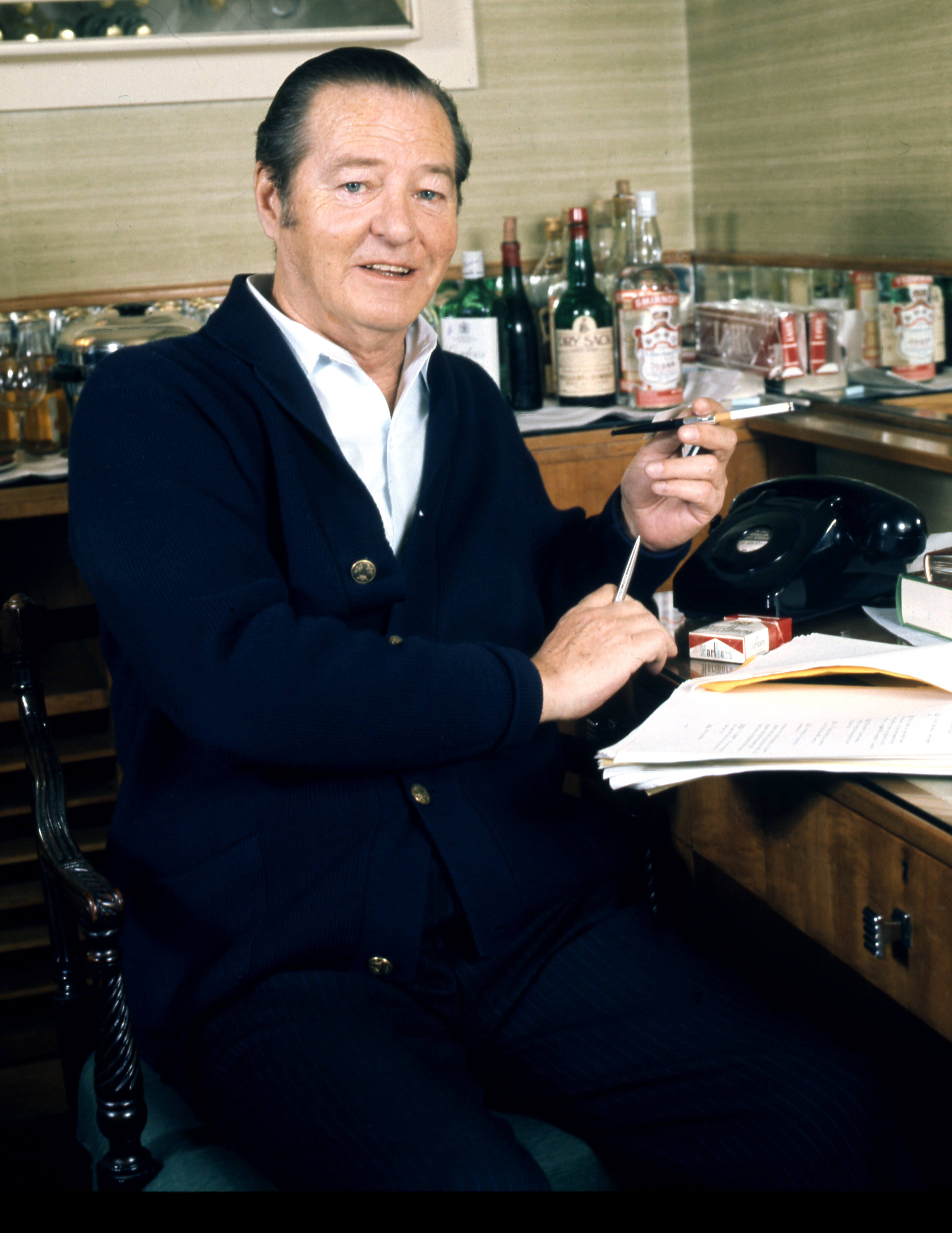
Terence Rattigan

Terence Rattigans zweiteiliges Bühnenstück Getrennt von Tisch und Bett (Separate Tables, 1954) hatte am Londoner West End und am New Yorker Broadway große Erfolge erzielt. Dabei wurden die beiden Teile – Major Pollock/Sibyl und John Malcolm/Ann Shankland – vor ein und derselben Kulisse von Eric Portman und Margaret Leighton in den jeweils unterschiedlichen Rollen gespielt. Um daraus einen Film zu machen, war sich Rattigan von Anfang an bewusst, dass die zwei Einakter miteinander verknüpft werden mussten. Als sich Burt Lancaster für seine Produktionsfirma Hecht-Hill-Lancaster zusammen mit seinen Partnern Harold Hecht und James Hill die Filmrechte sicherte, bestand Rattigan darauf, am Drehbuch mitzuwirken.
Als Regisseur war ursprünglich Laurence Olivier vorgesehen, der auch die Rolle des Major Pollock übernehmen sollte, während sich seine Ehefrau Vivien Leigh für die Rolle der Ann Shankland zur Verfügung gestellt hatte. Als Olivier die Rolle des John Malcolm, die Lancaster für sich einplante, mit Spencer Tracy besetzen wollte, kam es zum Bruch – Olivier warf hin und verließ mit Vivien Leigh das Projekt. In der Folge ging die Rolle der Ann an Rita Hayworth, die zu diesem Zeitpunkt mit Koproduzent James Hill verlobt war und ihn kurz darauf heiratete. Zu dem Projekt stießen danach auch David Niven und Deborah Kerr, während Delbert Mann als Regisseur verpflichtet wurde. Dieser erzählte später:

„Mein erster Eindruck war, dass ich der falsche Regisseur war, schon allein weil ich bis dahin weder in Bournemouth gewesen war noch dieses typisch britische Leben in einem kleinen Hotel erlebt hatte; doch Harold Hecht schickte mich zwecks Recherche dorthin und innerhalb eines halben Tages fand ich Prototypen für alle Charaktere, die Terry [Rattigan] beschrieben hatte […]. Unser Hauptproblem war jedoch, ein Drehbuch bereitzustellen, das die beiden ursprünglichen Akte zu einer einzigen Geschichte verband; wir machten ungefähr fünf Versuche mit unterschiedlichen Autoren, zu denen auch Terry selbst gehörte, bevor wir es richtig hinbekamen. Doch selbst dann hatte ich noch Vorbehalte gegen David [Niven]: die Rolle des Majors war so anders als alles, was ich ihn je hatte spielen sehen.“

Seine Besorgnis über die Besetzung von Niven sollte sich als Fehleinschätzung herausstellen. Der Schauspieler erhielt sowohl gute Kritiken als auch mehrere Preise für seine Darstellung des Major Pollock. May Hallatt war die Einzige innerhalb der Besetzung, die sowohl auf der Bühne als auch im Film in ihrer Rolle der Miss Meacham auftrat.

## Rezeption

### Veröffentlichung
Getrennt von Tisch und Bett wurde am 18. Dezember 1958 gleichzeitig im Astor Theater und im Trans-Lux Normandie Theater in New York uraufgeführt. Die Kritiker äußerten sich durchweg positiv über den Film und seine Darsteller. Auch an den US-amerikanischen Kinokassen erwies sich das Filmdrama als Erfolg. Mit einem Einspielergebnis von 3,1 Millionen Dollar gehörte Getrennt von Tisch und Bett in den Vereinigten Staaten zu den 20 erfolgreichsten Produktionen des Jahres. Bei der Oscarverleihung 1959 war der Film in sieben Kategorien für den Oscar nominiert. In den Kategorien Bester Film und Bestes adaptiertes Drehbuch musste sich Getrennt von Tisch und Bett jedoch dem Filmmusical Gigi geschlagen geben. Auch Hauptdarstellerin Deborah Kerr, Komponist David Raksin und Kameramann Charles Lang unterlagen der Konkurrenz. David Niven und Wendy Hiller konnten sich hingegen behaupten und wurden als Bester Hauptdarsteller bzw. als Beste Nebendarstellerin ausgezeichnet. Niven gewann für seine Leistung zudem den Golden Globe.
In Deutschland kam der Film am 27. Februar 1959 in die Kinos. Am 16. September 1968 wurde er erstmals im deutschen Fernsehen ausgestrahlt. Im Jahr 2005 erschien er erstmals auf DVD.

### Kritiken
Variety zufolge seien die beiden Teile des Bühnenstücks „meisterhaft miteinander zu einem intelligenten und fesselnden abendfüllenden Film verbunden“ worden. David Niven liefere „eine der besten Vorstellungen seiner Karriere“. Deborah Kerr sei „ausgezeichnet“ in ihrer Rolle des „unscheinbaren, schüchternen Mädchens, das vollkommen eingeschüchtert wird von ihrer dominanten und starken Mutter, die wiederum von Gladys Cooper so gut verkörpert“ werde. Burt Lancaster zeige „eine nuancierte Vorstellung“ und Rita Hayworth sei „ebenso gut als seine ehemalige Frau“.
Bosley Crowther von der New York Times schrieb in Bezug auf den Film, dass in „einer Atmosphäre unterschwelliger Spannung, die Regisseur Delbert Mann so sorgfältig entwickelt und als maßgebliche Stimmung des Films aufrechterhält, […] die Probleme dieser Menschen verwoben, verkompliziert und gelöst“ würden und so schließlich „die Kleinlichkeit, Schäbigkeit und das Pathos ihrer zurückgezogenen und egozentrischen Existenzen“ auf erschütternde Weise entlarvt worden seien. „Am brillantesten und wahrhaftigsten“ sei unter den Darstellern Deborah Kerr: Sie habe „die schüchterne und traurige junge Frau, die ein Auge auf den Major geworfen hat, auf ergreifende Art lebendig [gemacht]“. Auch Wendy Hiller glänze als „würdevolle, tapfere und starke Hotelmanagerin“.
Redbook Magazine meinte, dass Getrennt von Tisch und Bett wegen der „exzellenten Charakterskizzen und der großartigen Leistungen der Schauspieler“ noch lange im Gedächtnis bleiben werde. David Niven biete „eine Vorstellung, die weit über allem liegt, was er bisher gespielt hat“. Alle Darstellungen, „bis hin zur kleinsten Rolle“, seien „erinnerungswürdig“ und jede einzelne Figur sei „so überzeugend und faszinierend, dass das Interesse am Film nie nachlässt“. Cue Magazine befand, dass das Doppeldrama „geschickt, stil- und effektvoll“ von Rattigan und John Gay „in einen einzigartigen und hervorragenden Film verwandelt“ worden sei, der als einer der besten des Jahres gewertet werden könne. Die „großartige Besetzung“ steuere „herausragende Leistungen“ bei. Laut TV Guide sei zu erwarten gewesen, dass Niven und Hiller „grandios spielen“. Daher sehe man Rita Hayworth mit „echter Überraschung als die verletzliche, geschiedene Frau, die sich bewusst wird, dass ihre Schönheit langsam dahinschwindet“.
„Die beiden Handlungen […] sind zu einem dichten Milieu- und Charakterbild in Form eines psychologischen Kammerspiels verschmolzen“, so das Lexikon des internationalen Films. Der Film sei „[s]ensibel inszeniert“ und „eindrucksvoll in den schauspielerischen Leistungen“. Für Cinema handelte es sich um eine „[h]ochkarätig besetzte Charakterstudie“, die als „[g]elungene Variante zu Menschen im Hotel“ gelten könne. „Dass Getrennt von Tisch und Bett ein so guter Film wurde, verdankt er vor allem seinem hervorragenden Darstellerensemble“, schrieb Prisma. Rita Hayworth, der „Glamour Star“ schlechthin, liefere „hier eine beeindruckende Charakterstudie“.

### Auszeichnungen
Oscar
- Bester Hauptdarsteller (David Niven)
- Beste Nebendarstellerin (Wendy Hiller)
- Nominierung in der Kategorie Bester Film
- Nominierung in der Kategorie Beste Hauptdarstellerin (Deborah Kerr)
- Nominierung in der Kategorie Beste Kamera/Schwarzweiß (Charles Lang)
- Nominierung in der Kategorie Beste Filmmusik (David Raksin)
- Nominierung in der Kategorie Bestes adaptiertes Drehbuch (Terence Rattigan, John Gay)

British Film Academy Award
- Nominierung in der Kategorie Beste britische Darstellerin (Wendy Hiller)

Golden Globe
- Bester Hauptdarsteller – Drama (David Niven)
- Nominierung in der Kategorie Bester Film – Drama
- Nominierung in der Kategorie Beste Regie (Delbert Mann)
- Nominierung in der Kategorie Beste Hauptdarstellerin – Drama (Deborah Kerr)
- Nominierung in der Kategorie Beste Nebendarstellerin (Wendy Hiller)

Laurel Awards
- 2. Platz, Bester Hauptdarsteller (David Niven)
- 5. Platz, Beste Hauptdarstellerin (Deborah Kerr)
- 4. Platz, Beste Nebendarstellerin (Wendy Hiller)

## Deutsche Fassung
Die deutsche Synchronfassung entstand 1959 in Berlin.
| Rolle                   | Darsteller       | Synchronsprecher       |
| ----------------------- | ---------------- | ---------------------- |
| Sybil Railton-Bell      | Deborah Kerr     | Gudrun Genest          |
| Ann Shankland           | Rita Hayworth    | Tilly Lauenstein       |
| Major Pollock           | David Niven      | Friedrich Schoenfelder |
| Pat Cooper              | Wendy Hiller     | Elisabeth Ried         |
| John Malcolm            | Burt Lancaster   | Heinz Engelmann        |
| Mrs. Maude Railton-Bell | Gladys Cooper    | Roma Bahn              |
| Lady Gladys Matheson    | Cathleen Nesbitt | Elfe Schneider         |
| Mr. Fowler              | Felix Aylmer     | Siegfried Schürenberg  |
| Miss Meacham            | May Hallatt      | Ursula Krieg           |
| Charles                 | Rod Taylor       | Wolfgang Arps          |

## Weitere Verfilmungen des Bühnenstücks
- 1974: Separate Tables – Argentinien – mit María Concepción César
- 1983: Getrennte Tische (Separate Tables) – USA – Regie: John Schlesinger; mit Alan Bates und Julie Christie